# Atlético Rio Negro Clube
L'Atlético Rio Negro Clube, noto anche semplicemente come Rio Negro, è una società calcistica brasiliana con sede nella città di Manaus, capitale dello stato dell'Amazonas.

## Storia
Il 13 novembre 1913, Shinda Uchôa di 14 anni e i suoi amici fondarono l'Atlético Rio Negro Clube a casa di Manuel Afonso do Nascimento (che è stato uno dei fondatori). Il nome del club è un riferimento al fiume Rio Negro. Il primo presidente del Rio Negro è stato Edgar Lobão. Shinda Uchôa invece è stato nominato presidente onorario. Nel 1921, il Rio Negro ha vinto il suo primo titolo, il Campionato Amazonense.
Nel 1973, il club ha partecipato al Campeonato Brasileiro Série A per la prima volta, terminando al 30º posto. L'anno successivo, nel 1974, il Rio Negro ha terminato il Campeonato Brasileiro Série A al 26º posto, davanti al Botafogo. È stata la miglior prestazione del club in questa competizione. Nel 1986, il club ha partecipato al Campeonato Brasileiro Série A per l'ultima volta, terminando al 41º posto. Nel 1989, il Rio Negro ha partecipato alla prima edizione della Coppa del Brasile. Il club è stato eliminato ai sedicesimi di finale dal Vasco da Gama di Rio de Janeiro. All'andata, a Manaus, il Vasco e il Rio Negro hanno pareggiato 1-1, al ritorno, a Rio de Janeiro, il Vasco ha vinto 2-1.

## Palmarès

### Competizioni statali
- Campionato Amazonense: 16

1921, 1927, 1931, 1932, 1938, 1940, 1943, 1962, 1965, 1975, 1982, 1987, 1988, 1989, 1990, 2001
- Campeonato Amazonense Segunda Divisão: 3

1917, 2008, 2022